# Segmentina trochoidea
Segmentina trochoidea е вид охлюв от семейство Planorbidae. Видът не е застрашен от изчезване.

## Разпространение и местообитание
Разпространен е в Индия (Асам, Западна Бенгалия, Карнатака, Махаращра и Тамил Наду), Лаос, Мианмар, Непал, Тайланд и Шри Ланка.
Обитава сладководни басейни и реки.